# Хейнс, Грег
Грег Хейнс (англ. Greg Haines; Сандхерст, Англия) — британский и немецкий композитор. Автор музыки к постановкам хореографов Дэвида Доусона, Мег Стюарт и других.

## Биография
Грег Хейнс родился в английском городе Сандхерсте, в графстве Беркшир. Музыку начал сочинять ещё в школе, но академического музыкального образования он не получил. Дебютный альбом Хейнса Slumber Tides вышел в 2006 году. Одна из композиций диска вошла в сборник Reflections on Classical Music, выпущенный компанией Universal Music Group.
В 2008 году переехал в Берлин, где начал активно сотрудничать с другими композиторами-минималистами, Питером Бродериком и Нильсом Фрамом, а также писать музыку в составе команд The Group и The Alvaret Ensemble (один из дисков ансамбля был записан в церкви, группа музыкантов работала над ним три дня).
Хейнс сочиняет музыку и для хореографических постановок. Его работы звучат в постановках Мег Стюарт, Кристель Йоханнессон, Майкла Дугласа. Вместе с Дэвидом Доусоном работал над спектаклем Day4, который был создан для Нидерландского национального балета в честь 50-летия существования труппы. Вместе они также создали спектакль Opus 11 и два произведения для оркестра: The Human Seasons (2013) и Empire Noir (2015).
В 2014 году с концертом посетил Россию.

## Особенности творчества
Большое влияние на музыкальные предпочтения Хейнса оказал его школьный учитель, который познакомил его с работами Арво Пярта, Стивена Райха и Брайана Ино. Творчество композитора тоже можно отнести к минимализму и постминимализму. Для записи своих композиций использует фортепиано, орган и различные синтезаторы.
Альбом 2013 года был записан под влиянием африканской музыки.
Музыку Хейнса и ряда других композиторов (Оулавюра Арнальдса, Арве Хенриксена и Брайана Макбрайда) используют в экспериментах нейрофизиологи Имперского колледжа Лондона, которые изучают влияние ЛСД на мозг человека и возможность его применения в лечении депрессии. Записи ставили участникам опытов во время приёма плацебо или психоактивных веществ, врачи проверяли реакцию головного мозга. Во многих случаях музыка успокаивала участников и позволяла добиться более чистых результатов. Учёные полагают, что музыка может быть использована в терапевтических и лечебных целях в комбинации с малыми дозами ЛСД.

## Дискография

### Сольные альбомы
- Slumber Tides (Miasmah, 2006)
- Until The Point of hushed support (Sonic Pieces, 2010)
- Digressions (Preservation, 2012)
- Where we were (Denovali, 2013)

### Синглы
- Komarovo (Slaapwel, 2009)
- Moments Eluding EP (Kning Disk, 2012)

### Сборники
- 2006-2012 (Denovali, 2013)

### Альбомы, записанные в сотрудничестве с другими музыкантами
- Three Days Of Fever, совместно с Вутером ван Вельдховеном (Eatthis, 2008)
- Liondialer-Live (White Box, 2009)
- The Alvaret Ensemble (Denovali, 2012)
- Skeylja (Denovali, 2014)
- Greg gives Peter space, совместно с Питером Бродериком (Erased Tapes, 2014)